# Itinéraires (revue)
Pour les articles homonymes, voir Itinéraires.
Itinéraires, « Chroniques et documents » était une revue catholique traditionaliste française fondée en mars 1956, et dont Jean Madiran en est le directeur jusqu'à la disparition de celle-ci en 1996. Revue mensuelle, elle devient trimestrielle à partir de 1988.

## Historique

### Fondation
La revue est née à la suite de la parution en 1954-55 de deux pamphlets de Madiran, Ils ne savent pas ce qu'ils font, et Ils ne savent pas ce qu'ils disent, aux N.E.L. Ce sont deux charges contre les milieux catholiques progressistes, contre leurs revues (La Vie catholique illustrée, Témoignage chrétien, Esprit (revue), etc.) et leurs animateurs (Georges Hourdin, les R.P. Boisselot et Gabel, rédacteur en chef de La Croix, etc.). Madiran leur reproche d'ignorer la dimension corporatiste de la doctrine sociale de l'Église — leurs revues laissent leurs lecteurs catholiques « ignorer jusqu'au nom, jusqu'à la dénomination de l'ordre social que recommande l'Église » écrit-il — et il dénonce leur philocommunisme. La déclaration liminaire publiée dans le premier numéro en 1956 affirme la fidélité au pape et à l'Église ainsi qu'un solide anticommunisme : « Le Christ est la Voie, la Vérité, la Vie. Nous sommes d'accord pour reconnaître que la fidélité dans la doctrine et l'unité de la discipline ne peuvent être maintenues que sous l'autorité du pape et des évêques en union avec le pape. Nous sommes d'accord sur l'identification du plus grand péril temporel de notre époque : l'appareil publicitaire, idéologique, politique, militaire et policier du communisme soviétique. Nous sommes d'accord sur la première urgence temporelle, (…) le combat politique contre l'organisation communiste internationale et ses dépendances ».

### Contributeurs
Madiran obtint l'accord de relations et d'amis lors de la fondation de la revue : Louis Salleron, Marcel Clément, Henri Charlier et l'homme de lettres Henri Pourrat promirent une collaboration régulière sans attendre d'avoir lu le premier numéro, tandis que l'amiral Gabriel Auphan, Henri Massis, Marcel de Corte et Jean de Fabrègues « n'avaient consenti que le principe d'une collaboration occasionnelle ». Henri Rambaud participe également régulièrement à la revue par sa chronique des temps difficiles. Un numéro spécial sera édité à l'occasion de sa disparition en 1974. Salleron et l'amiral Auphan figurent parmi les membres et les fondateurs de l'association des « Compagnons d'Itinéraires », fondée en 1962 afin d'assurer le soutien financier de la revue.
Parmi les personnes ayant écrit dans Itinéraires, on compte quelques membres du clergé (l'abbé Victor-Alain Berto, l'abbé Dulac, le dominicain Roger-Thomas Calmel, dom Édouard Guillou). Et aussi des collaborateurs du quotidien Présent (François Brigneau, Hugues Kéraly et Bernard Antony, cofondateurs du journal avec Madiran, Georges-Paul Wagner, Francis Bergeron, Yves Daoudal, Alain Sanders, Christian Langlois, Jacques Ploncard d'Assac), Alexis Curvers, André Charlier, Gustave Thibon,  Hyacinthe Dubreuil, Luc Baresta, Jacques Perret, Jean Dumont, Judith Cabaud, le romancier Michel de Saint Pierre, ou encore Thomas Molnar, François Natter, Georges Laffly, Jean-Baptiste Morvan, Jean Crété, Luce Quenette, Louis Jugnet, François Saint-Pierre, etc. La revue publie aussi des articles de traditionalistes étrangers, tels que le brésilien Gustavo Corção ou Charles De Koninck. Parmi les autres contributeurs, on note également des hommes issus de la gauche, devenus anticommunistes et catholiques (Henri Barbé, Georges Dumoulin, Georges Sauge, Achille Dauphin-Meunier). Elle organise une réunion en mars 1975 avec ses collaborateurs traditionalistes et d'anciens meneurs de l'Algérie française (le général Raoul Salan et le colonel Antoine Argoud).

### Prises de position
La revue critique les catholiques progressistes, tel le père jésuite Michel Bigo, directeur de la Revue de l'action populaire et de l'Institut d'études sociales. Au lendemain du IIe concile œcuménique du Vatican (Vatican II), l'épiscopat français met en garde en 1966 les catholiques contre Itinéraires et d'autres périodiques partageant la même sensibilité, ce qui équivaut à une condamnation. Le communiqué publié le 27 juin par le conseil permanent de l'épiscopat mettait en garde contre « une minorité [qui], avec une audace qui s'affirme, conteste, au nom d'une fidélité au passé, les principes du renouveau entrepris par le concile. C'est que la revue dénonce les réformes post-conciliaires. Elle s'engage successivement dans la bataille du catéchisme, dans celle de la messe traditionnelle, enfin dans le soutien à Mgr Marcel Lefebvre, du moins jusqu'à la rupture entre cet évêque et Rome.
Cette revue de réflexion n'a pas seulement abordé des thématiques religieuses; elle a aussi évoqué des questions politiques (le nationalisme, le socialisme, le communisme, la guerre d'Algérie), sociales (le corporatisme, l'éducation), internationales (le Chili dans les années 1970), historiques, etc.
L'intégralité des numéros de la revue est publiée sur CD-ROM.

### Collection « Itinéraires »
Madiran dirige la collection « Itinéraires » publiée par les Nouvelles Éditions latines. Elle publie des textes de Madiran, des principaux collaborateurs de la revue, et d'autres auteurs comme Amédée d'Andigné ou Claude-Joseph Gignoux.